# Gefechtswert
Als Gefechtswert wird im Militärwesen ein Maß bezeichnet, mit dem die Effektivität von militärischen Einheiten und Verbänden, von militärischem Gerät und Fahrzeugen wie Kriegsschiffen oder Panzern oder auch von militärischen Bauten und Anlagen wie Bunker in Bezug auf eine bestimmte Gefechtssituation abgeschätzt wird, namentlich zum Beispiel auf Art, Stärke und Verhalten des zu erwartenden Feindes, angenommene Umweltbedingungen oder zu erfüllenden Auftrag.
Heute wird in der Regel der etwas breiter gefasste Begriff Einsatzwert verwendet, der sich nicht nur auf Gefechtssituationen bezieht und auch bei zivilen Organisationen wie der Feuerwehr Anwendung findet. Die Kriterien, welche zur Beurteilung des Gefechtswertes herangezogen werden, variieren; sie hängen stark von dem zu beurteilenden Objekt ab, und können sich für identische oder ähnliche Objekte deutlich unterscheiden.
In der Kennzeichnung der operativen Lagedarstellung wird eine Truppe zusätzlich mit einer Markierung in grün also einsatzbereit bei einem Wert über 90, orange über 60 bedingt einsatzbereit, rot unter 40 und damit nicht mehr einsatzbereit versehen. Sinn dieser Markierung ist bei Betrachtung der Lage den Beurteilenden über den Zustand der Truppe zu informieren und nicht durch das reine taktische Zeichen eine fehlerhafte Lagebeurteilung zu verursachen.
Die Begriffe Kampfkraft und Einsatzbereitschaft ist ein prozentualer Messwert in v.H., der sich auf den Zustand der Truppe in Bezug auf materielle Ausstattung und deren technische Einsatzbereitschaft, personelle Einsatzbereitschaft nach Stärke, Ausbildung bezogen auf den Dienstposten und zeitlicher Erfahrung auf dem Dienstposten in Verbindung mit den Beurteilungen des Vorgesetzten, die Versorgungslage nach Kraftstoff, Munition und weiteren Versorgungsgütern namentlich Verpflegung sowie die moralische Einsatzbereitschaft bezieht. Dieser lässt den Vergleich zu Umweltbedingungen wie Gelände und Wetter oder einem zu erwartenden Gegner im Gegensatz zum Gefechtswert außer Acht.
Im Vergleich der Begriffe Kampfkraft und Gefechtswert kann die Kampfkraft eines Panzerbataillons durch vollständige Einsatzbereitschaft der Gefechtsfahrzeuge und der Besatzungen bei vollständiger Vorsorgungslage hoch sein, der Gefechtswert wäre aber in einem ausgedehnten Waldgebiet nur bedingt vorhanden, und im Hochgebirge gar nicht.